# Chiesa dei Santi Vito, Modesto e Crescenzia (Maniagolibero, Maniago)
La chiesa dei Santi Vito, Modesto e Crescenzia è la parrocchiale di Maniagolibero, frazione di Maniago.

## Storia
Si sa che Maniagolibero fu eretta parrocchia autonoma il 27 maggio 1574, con territorio dismembrato  da quella di Maniago. L'antica chiesa del paese venne demolita a causa dell'irruzione ed apertura di un vicino monte, come scrisse un cronista dell'epoca. 
Il  24 marzo 1781 il Doge di Venezia Paolo Renier deliberò che i cittadini di Maniagolibero potessero edificare una nuova chiesa e, il 23 settembre dello stesso anno, cominciarono i lavori di costruzione, completati nel 1789 con la consacrazione della chiesa.
Nel 1925 l'edificio fu restaurato ed abbellito su progetto di Tiburzio Donadon.